# ألفونسو الأول ملك أراغون
ألفونسو الأول (1073/1074 – 7 سبتمبر1134) الملقب بلقب المحارب (بالإسبانية: el Batallador)‏ هو ملك أراغون ونافارا منذ سنة 1104 وحتى وفاته، وهو الابن الثاني للملك سانشو راميريث. خلف ألفونسو شقيقه بيدرو الأول ملك أراغون ونافارا في الحكم، وبزواجه من أوراكا ملكة قشتالة سنة 1109 م، أصبح الملك القرين لقشتالة وليون وجليقية، فأصبح يُلقّب إمبراطور إسبانيا، وهو نفس اللقب الذي حمله من قبل حموه ألفونسو السادس ملك قشتالة. اكتسب ألفونسو لقب المحارب لمشاركاته المؤثرة في معارك حروب الاسترداد.
كانت أبرز نجاحاته العسكرية غزوه لسرقسطة سنة 1118 م، وضمه لتطيلة وقلعة أيوب وبرجة وطرسونة ودروقة. توفي ألفونسو المحارب في سبتمبر 1134 م حسرة على هزيمته أمام المرابطين في معركة إفراغة.